# Richard Zimler
Richard Zimler (ur. 1 stycznia 1956 w Roslyn Heights, w stanie Nowy Jork) – amerykański powieściopisarz. 
Jego powieści zostały przetłumaczone na przeszło 20 języków i opublikowane w wielu krajach. Otrzymał za nie Endowment of the Arts Fellowship in Fiction w 1994 roku oraz Herodotus Award w 1998 roku. Tytuł licencjata w dziedzinie religioznawstwa porównawczego uzyskał na Uniwersytecie Duke’a, następnie na Uniwersytecie Stanfordzkim obronił pracę magisterską w zakresie dziennikarstwa. Obecnie mieszka w Portugalii w Porto, gdzie przez 16 lat był profesorem dziennikarstwa na tamtejszym uniwersytecie oraz w College of Journalism.
Richard Zimler w 2009 roku został uhonorowany nagrodą literacką Alberta Benveniste’a za powieść Stróż świtu. Nagrodę, przyznawaną we Francji utworom nawiązującym do kultury lub historii Żydów sefardyjskich, wręczono pisarzowi w styczniu 2009 roku podczas uroczystej ceremonii na Sorbonie.
Trzy z powieści Zimlera – Szukanie Midnighta, The Search for Sana i The Seventh Gate – były nominowane do International IMPAC Dublin Literary Award, nagrody o najwyższym honorarium w anglojęzycznym świecie.
Zimler opracował także antologię krótkich opowiadań zatytułowaną Children's Hours, za którą tantiemy zostały w całości przekazane organizacji Save the Children, największemu na świecie ruchowi zajmującemu się prawami dzieci. Wśród pisarzy uczestniczących w tym przedsięwzięciu znaleźli się: Margaret Atwood, Nadine Gordimer, André Brink, Markus Zusak, David Almond, Katherine Vaz, Alberto Manguel, Eva Hoffman, Junot Díaz, Uri Orlev oraz Ali Smith.
W 2009 roku Zimler napisał scenariusz na podstawie jednego ze swoich opowiadań do filmu krótkometrażowego pt. The Slow Mirror, w którym sam wystąpił. W tej krótkometrażowej produkcji, wyreżyserowanej przez Solveiga Nordlunda, reżysera szwedzko-portugalskiego pochodzenia, w rolach głównych wystąpiły portugalskie aktorki - Gracinda Nave i Marta Peneda. W maju 2010 roku film ten zdobył pierwszą nagrodę w kategorii najlepszy film dramatyczny na The New York Downtown Short Film Festival.
Jego najnowsza powieść, "Anagramy z Warszawy" ("The Warsaw Anagrams"), wygrała w plebiscycie na książkę roku 2009, zorganizowanym przez najważniejsze portugalskie czasopismo poświęcone literaturze, LER. Powieść ta znalazła się również wśród 20 najlepszych książek minionej dekady 2000-2009, wybranych przez najpopularniejszą w Portugalii gazetą codzienną, O Público. W Polsce ukaże się w październiku 2011 roku.

## Wybrane utwory
- The Warsaw Anagrams (2011, wyd. pol.: Anagramy z Warszawy, Zysk i S-ka Wydawnictwo, 2011)
- The Seventh Gate (2007)
- The Search for Sana (2005)
- Guardian of the Dawn (2005, wyd. pol.: Stróż świtu, 2006)
- Hunting Midnight (2003, wyd. pol.: Szukanie Midnighta 2005)
- The Angelic Darkness (1998)
- The Last Kabbalist of Lisbon (1996, wyd. pol.: Ostatni Kabalista Lizbony, 2003)
- Unholy Ghosts (1996)